# Coenoemersa
Coenoemersa – rodzaj roślin z rodziny storczykowatych (Orchidaceae). Obejmuje 3 gatunki występujące w Ameryce Północnej w Meksyku, Gwatemali i w stanach Arizona i Nowy Meksyk w USA.

## Systematyka
Rodzaj sklasyfikowany do podplemienia Orchidinae w plemieniu Orchideae, podrodzina storczykowe (Orchidoideae), rodzina storczykowate (Orchidaceae), rząd szparagowce (Asparagales) w obrębie roślin jednoliściennych.
Wykaz gatunków
- Coenoemersa cualensis R.González & Lizb.Hern.
- Coenoemersa limosa (Lindl.) R.González & Lizb.Hern.
- Coenoemersa volcanica (Lindl.) R.González & Lizb.Hern.